# Nirvana (banda)
Nirvana foi uma banda estadunidense de rock formada pelo vocalista e guitarrista Kurt Cobain e pelo baixista Krist Novoselic em Aberdeen no ano de 1987, que obteve grande sucesso no movimento grunge de Seattle no início dos anos 1990. Vários bateristas passaram pelo Nirvana, sendo o que ficou mais tempo na banda foi Dave Grohl, que entrou em 1990.
No final da década de 1980 o Nirvana se estabeleceu como parte da cena grunge de Seattle, lançando o seu primeiro álbum, Bleach, pela gravadora independente Sub Pop em 1989. A banda desenvolveu um som que se baseava em contrastes dinâmicos, muitas vezes entre versos calmos e barulhentos, e refrões pesados. Depois de assinar com a gravadora DGC Records, o grupo encontrou o sucesso inesperado com "Smells Like Teen Spirit", o primeiro single do segundo álbum da banda, Nevermind (1991). O sucesso repentino da banda amplamente popularizou o rock alternativo como um todo, e como o vocalista da banda, Cobain se encontrou referido na mídia como o "porta-voz de uma geração", com o Nirvana sendo considerado a "principal banda" da Geração X. Nevermind é citado como um dos melhores álbuns de todos os tempos, e contém três singles na lista de "500 Maiores Canções de Todos os Tempos", da revista Rolling Stone. O terceiro álbum de estúdio do Nirvana, In Utero (1993), desafiou a audiência do grupo, apresentando um som abrasivo, natural e cru, menos mainstream. In Utero, apesar de ser um álbum que se volta contra o sistema (fama e mídia), também foi muito bem-sucedido, surpreendendo a crítica, os produtores, e até mesmo a própria gravadora.
A breve vida do Nirvana terminou após a morte de Kurt Cobain em 1994, mas vários lançamentos póstumos têm sido emitidos desde então, supervisionados por Novoselic, Dave Grohl e pela viúva de Cobain, Courtney Love. Apesar de ter lançado apenas três álbuns, a banda, desde o disco de estreia, já vendeu mais de 75 milhões de cópias em todo o mundo. Destas, 25 milhões foram vendidas apenas nos Estados Unidos.

## História

### Formação e primeiros anos
Kurt Cobain e Krist Novoselic conheceram-se quando estudavam na Aberdeen High, apenas de vista, de acordo com Cobain. Os dois acabaram por se tornar amigos enquanto frequentavam ensaios do Melvins (banda muito conhecida no cenário local antes de estourar). Cobain queria formar uma banda com Novoselic, mas Novoselic demorou muito tempo pra responder sua proposta, que pedia para escutar a fita demo do projeto Fecal Matter. Três anos depois dos dois se conhecerem, Novoselic avisa Cobain que ele tinha ouvido finalmente a demo do Fecal Matter que Cobain lhe tinha dado, e sugere que eles comecem uma banda. Os dois recrutam Bob McFadden na bateria, mas depois de um mês, o projeto desfaz-se. No inverno de 1987, Cobain e Novoselic recrutam o baterista Aaron Burckhard. O trio ensaiava o material da demo do Fecal Matter de Cobain, mas começaram a escrever o novo material logo após a formação.
Durante os primeiros meses, a banda passou por uma série de nomes, começando como Skid Row e depois Pen Cap Chew, Bliss e Ted Ed Fred. O grupo finalmente estabeleceu-se como Nirvana, que Cobain disse que foi escolhido porque "eu queria um nome que fosse uma espécie de nome bonito ou agradável, em vez de nomes malvados ou vulgares, comununs no punk rock, como Angry Samoans". Foram processados pela banda inglesa Nirvana pelo uso do nome mas chegaram a um acordo. Com Novoselic e Cobain tendo-se mudado para Tacoma e Olympia, respectivamente, os dois perderam contacto temporariamente com Burckhard. Os dois, como alternativa, ensaiavam com Dale Crover do Melvins, e Nirvana gravava as suas primeiras demos em janeiro de 1988. No início de 1988, Crover muda-se para São Francisco mas recomenda Dave Foster para a banda como seu substituto na bateria. A ocupação de Foster com o Nirvana durou apenas alguns meses; durante um breve período na prisão, ele foi substituído pelo retorno de Burckhard, que também não permaneceu na banda depois de contar a Cobain que estava de ressaca para ensaiar num dia. Cobain e Novoselic colocaram um anúncio na publicação musical de Seattle The Rocket procurando por um baterista substituto no qual só conseguiram respostas insatisfatórias. Enquanto isso, um amigo em comum apresentou-os Chad Channing, e os três músicos concordaram em tocar juntos. Channing continuava a tocar com Cobain e Novoselic, embora o baterista tivesse comentado: "Eles nunca realmente disseram: 'Ok, você está dentro'", e ele fazia o seu primeiro show com a banda em maio.

### Primeiros lançamentos
O Nirvana lançou o seu primeiro single, "Love Buzz", em novembro de 1988 pela gravadora independente Sub Pop, de Seattle. No mês seguinte, a banda começou a gravar o seu álbum de estreia, Bleach, com o produtor local Jack Endino. Bleach foi extremamente influenciado pelo rock pesado do Melvins e do Mudhoney, pelo punk rock da década de 1980, e pelo heavy metal do Black Sabbath da década de 1970. Novoselic disse em uma entrevista de 2001 com a Rolling Stone que a banda tinha tocado uma fita em sua van durante a turnê que tinha de um lado um álbum do The Smithereens e do outro um álbum da banda de black metal Celtic Frost, e notou que a combinação, provavelmente, teve uma influência também. O dinheiro para as sessões de gravação de Bleach, listado como US$ 606,17 no álbum, foi fornecido por Jason Everman. Everman foi posteriormente trazido para a banda como um segundo guitarrista. Embora Everman realmente não tocou no álbum, ele recebeu um crédito em Bleach porque, de acordo com Novoselic, eles "queriam que ele se sentisse mais a vontade na banda". Pouco antes do lançamento do álbum, o Nirvana insistiu em assinar um contrato mais extenso com a gravadora, tornando o grupo a primeira banda a fazer isso com a gravadora.
Após o lançamento de Bleach em junho de 1989, o Nirvana embarcou em sua primeira turnê nacional, e o álbum se tornou o preferido das estações de rádio universitárias nacionalmente. Devido ao crescente descontentamento com Everman ao longo da turnê, o Nirvana cancelou as últimas datas e voltou para Washington. Ninguém disse a Everman que ele foi demitido na hora, embora mais tarde Everman afirmar que ele de fato deixou o grupo. Apesar da Sub Pop não promover Bleach tanto quanto os outros lançamentos, ele foi um vendedor estável, e obteve vendas iniciais de 40 mil cópias. Contudo, Cobain estava chateado pela ausência da promoção e distribuição do álbum pela gravadora. No final de 1989, a banda gravou o EP Blew com o produtor Steve Fisk.

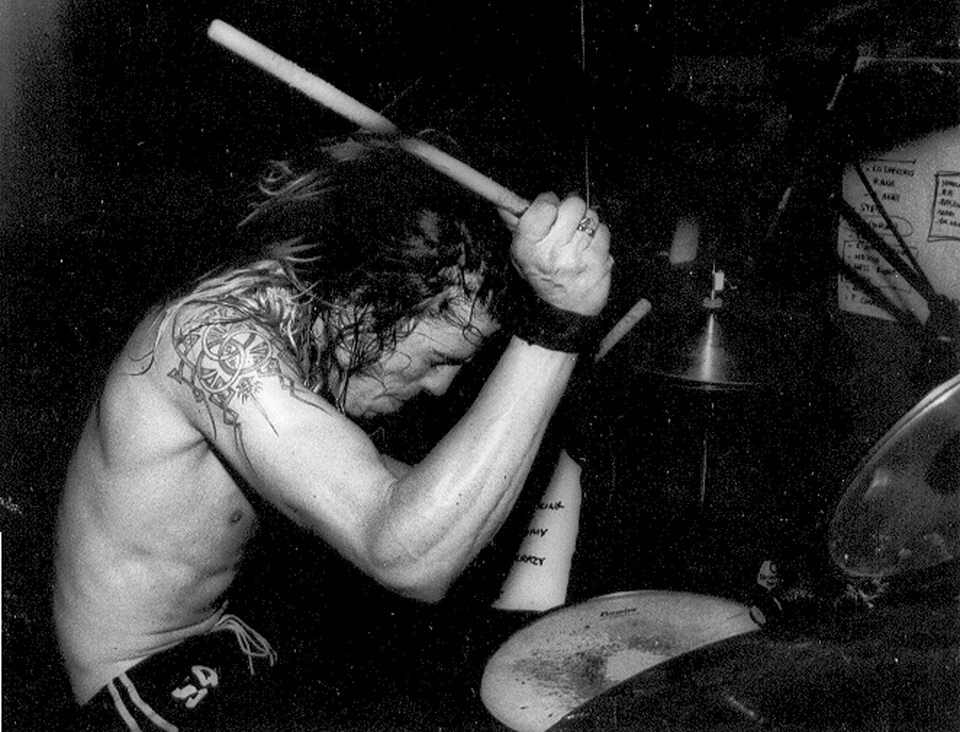
Buzz Osborne do Melvins apresentou à banda Dave Grohl, o principal baterista do Nirvana.

Em uma entrevista no final de 1989, Cobain notou que a música da banda estava mudando. Ele disse: "As canções iniciais eram realmente bravas... Mas com o passar do tempo as canções vão ficando mais pop e mais pop como eu fico mais feliz e mais feliz. As canções são sobre os conflitos nos relacionamentos, coisas emocionais com outros seres humanos". Em abril de 1990, a banda começou a trabalhar com o produtor Butch Vig (baterista da banda de rock Garbage) no Smart Studios em Madison, Wisconsin, na gravação para o seguimento de Bleach. Durante as sessões, Cobain e Novoselic se desencantaram com Channing na bateria, e ele expressou frustração em não estar ativamente envolvido nas composições. Como os bootlegs das demos do Nirvana com Vig começaram a circular na indústria musical e a chamar a atenção das grandes gravadoras, Channing deixou a banda. Em julho deste ano, a banda gravou o single "Sliver" com o baterista do Mudhoney, Dan Peters. O Nirvana pediu a Dale Crover para tocar bateria por umas sete datas na turnê americana da costa oeste com o Sonic Youth em agosto. Em setembro de 1990, Buzz Osborne do Melvins apresentou a banda a Dave Grohl, que estava procurando por uma nova banda após a separação da banda de hardcore punk Scream, de Washington. Poucos dias após chegar em Seattle, Novoselic e Cobain fizeram um teste com Grohl, com Novoselic mais tarde declarando: "Nós sabíamos em dois minutos que ele era o baterista certo".

### Sucesso
Descontente com a Sub Pop e com as sessões da Smart Studios gerando juros, o Nirvana decidiu procurar um acordo com uma grande gravadora desde que nenhuma gravadora indie pudesse comprar o grupo fora do seu contrato. Seguindo as recomendações repetidas de Kim Gordon do Sonic Youth, o Nirvana assinou com a DGC Records em 1990. A banda subsequentemente começou a gravar o seu primeiro álbum com uma grande gravadora, Nevermind. O grupo foi oferecido a vários produtores, mas acabou sendo escolhido por Butch Vig. Ao invés de gravar no estúdio Vig's Madison como eles fizeram em 1990, a produção se deslocou para o Sound City Studios em Van Nuys, Califórnia. Durante dois meses, a banda trabalhou com uma variedade de canções em seu catálogo. Algumas das canções, como "In Bloom" e "Breed", tinham estado no repertório do Nirvana há anos, enquanto outras, incluindo "On a Plain" e "Stay Away", faltavam terminar a letra até meio caminho através do processo de gravação. Após as sessões de gravação forem concluídas, Vig e a banda começaram a mixar o álbum. No entanto, as sessões de gravação tiveram atrasos e as mixagens resultantes foram consideradas insatisfatórias. O mixador do Slayer, Andy Wallace, foi trazido para criar a mixagem final. Após o lançamento do álbum, os membros do Nirvana expressaram insatisfação com o som polido que o mixador tinha dado a Nevermind.
Inicialmente, a DGC Records estava esperando vender 250 mil cópias de Nevermind, que era o mesmo nível que tinha alcançado com o álbum Goo, do Sonic Youth. No entanto, o primeiro single do álbum, "Smells Like Teen Spirit", rapidamente ganhou força, em parte, graças a significativa transmissão do videoclipe da canção na MTV. Como a banda fez turnê pela Europa durante o final de 1991, ela descobriu que seus shows eram perigosamente sobrevendidos, na qual equipes de televisão estavam se tornando uma presença constante no palco, e que "Smells Like Teen Spirit" foi quase onipresente no rádio e na televisão musical. No Natal de 1991, Nevermind vendia 400 mil cópias por semana nos EUA. Em janeiro de 1992, o álbum tirou o álbum Dangerous do Michael Jackson do 1º lugar das paradas de álbuns da Billboard, e também liderou as paradas em vários outros países. No mês que Nevermind alcançou o 1º lugar, a Billboard proclamou: "Nirvana é aquela banda rara que tem tudo: aclamação da crítica, o respeito da indústria, o apelo pop da rádio e uma base sólida de rock universitário/alternativo." O álbum viria a vender mais de 8,5 milhões de cópias nos Estados Unidos.
Citando exaustão, o Nirvana decidiu não realizar mais uma turnê americana em apoio ao Nevermind, em vez disso, optando por fazer apenas algumas apresentações no final daquele ano. Em março de 1992, Cobain tentava reorganizar os direitos de composição da banda (que até a esse ponto tinha sido dividido em partes iguais) para que eles fossem mais representativos do fato de que ele escreveu a maioria das músicas. Grohl e Novoselic não se opuseram ao pedido de Cobain, mas quando o vocalista pediu para que o acordo fosse retroativo ao lançamento de Nevermind, os desentendimentos entre os dois lados afirmados quase separou a banda. Após uma semana de tensão, Cobain acabou por receber uma parcela retroativa compartilhada dos 75% dos direitos, e os sentimentos ruins sobre a situação permaneceram com o grupo mais tarde. Em meio a rumores de que a banda estava se separando devido à saúde de Cobain, o Nirvana encabeçou a noite de encerramento do Reading Festival na Inglaterra em 1992, quando Cobain pessoalmente programou a formação da apresentação. A apresentação do Nirvana no Reading é muitas vezes considerada pela imprensa como uma das mais memoráveis da carreira do grupo. Poucos dias depois, o Nirvana se apresentou no MTV Video Music Awards onde, apesar da recusa da rede de permitir que a banda tocasse sua nova canção, "Rape Me", durante a transmissão, Cobain dedilhou e cantou as primeiras partes da canção antes de entrar "Lithium". Na cerimônia, a banda recebeu prêmios nas categorias "Melhor Vídeo Alternativo" e "Artista Revelação".
A DGC esperava ter um novo álbum do Nirvana pela banda pronto para o lançamento no final de 1992; já que trabalhar nele prosseguia lentamente, a gravadora lançou a coletânea Incesticide em dezembro de 1992. Uma ousada ligação entre a DGC e a Sub Pop, o Incesticide coletava várias gravações raras do Nirvana e se destinava a fornecer o material para um melhor preço e em melhor qualidade do que estava disponível através das cópias bootleg. Como Nevermind tinha saído há 15 meses e tinha lançado um novo single, "In Bloom", a essa altura, a Geffen/DGC optou por não promover pesadamente Incesticide, que foi certificado ouro pela Recording Industry Association of America em fevereiro do ano seguinte.

### In Utero, últimos meses e a morte de Cobain

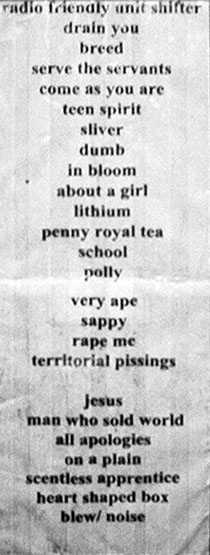
Lista das canções do último concerto do Nirvana

Em fevereiro de 1993, o Nirvana lançou "Puss"/"Oh, the Guilt", um split single com o The Jesus Lizard, pela gravadora independente Touch & Go. Entretanto, o grupo escolheu Steve Albini, que tinha uma reputação como um principista e opinativo individual na cena da música independente americana, para gravar seu terceiro álbum. Embora tenham havido especulações de que a banda escolheu Albini para gravar o álbum devido às suas credenciais underground, Cobain insistiu que o som de Albini era simplesmente o que ele sempre quis que o Nirvana tivesse: uma gravação "natural" sem camadas de trapaças do estúdio. O Nirvana viajou para o Pachyderm Studio em Cannon Falls, Minnesota, naquele fevereiro para gravar o álbum. As sessões com Albini foram produtivas e notavelmente rápidas, e o álbum foi gravado e mixado em duas semanas com um custo de US$ 25 mil.
Várias semanas após o término das sessões de gravação, histórias correram no Chicago Tribune e no Newsweek que citavam fontes alegando que a DGC considerava o álbum "não lançável". Como resultado, os fãs começaram a acreditar que a visão criativa da banda poderia ser comprometida pela sua gravadora. Embora as histórias sobre a DGC arquivar o álbum não fossem verdadeiras, a banda realmente estava descontente com certos aspectos das mixagens de Albini. Especificamente, eles achavam que os níveis do baixo estavam muito baixos, e Cobain sentiu que "Heart-Shaped Box" e "All Apologies" não soavam "perfeitamente". O produtor de longa-data do R.E.M., Scott Litt, foi chamado para ajudar a remixar essas duas canções, com Cobain acrescentando instrumentação adicional e vocais de apoio.
In Utero estreou no 1º lugar na parada de álbuns da Billboard 200 em setembro de 1993. Christopher John Farley da Time, escreveu em sua análise do álbum que: "Apesar do receio de alguns fãs de música alternativa, o Nirvana não se voltou para o mainstream, embora esse novo álbum potente possa novamente forçar o mainstream a vir para o Nirvana". In Utero passou a vender 4 milhões de cópias nos Estados Unidos. Naquele mês de outubro, o Nirvana embarcou em sua primeira turnê nos Estados Unidos em dois anos. Para a turnê, a banda adicionou Pat Smear (pseudônimo adotado por Georg Albert Ruthenberg após assistir uma aula sobre o teste de Papanicolau - também conhecido nos Estados Unidos como “Pap Smear”. “Pap” é a abreviação de “Papanicolau” e “Smear” é “Esfregaço”) da banda de punk rock The Germs como um segundo guitarrista. Em novembro de 1993, o Nirvana gravou uma performance para o programa de televisão MTV Unplugged. Aumentada por Smear e pela celista Lori Goldston, a banda procurou se desviar da típica abordagem do show, optando por não tocar suas canções mais reconhecidas. Em vez disso, o Nirvana tocou diversas covers, e convidou Cris e Curt Kirkwood do Meat Puppets para se juntar ao grupo para tocar três de suas canções.
No início de 1994, a banda embarcou em uma turnê europeia. Em Roma, na manhã de 4 de março, a esposa de Cobain, Courtney Love, encontrou Cobain inconsciente em seu quarto de hotel e ele foi levado às pressas para o hospital. Um médico do hospital disse em uma conferência de imprensa que Cobain tinha reagido a uma combinação prescrita como Rohypnol e álcool. O resto da turnê foi cancelada, inclusive uma prevista para o Reino Unido. Nas semanas seguintes, o vício de Cobain em heroína ressurgiu. Uma intervenção foi organizada, e Cobain foi convencido a admitir-se para a reabilitação de drogas. Após menos de uma semana na reabilitação, Cobain pula o muro da instalação e pega um avião de volta para Seattle. Uma semana depois, na sexta-feira, 8 de abril de 1994, Cobain foi encontrado morto com uma espingarda auto-infligida à cabeça em sua casa em Seattle.

### Consequência e lançamentos póstumos
Em agosto de 1994, a DGC anunciou que um álbum duplo chamado Verse Chorus Verse teria o material ao vivo de toda a carreira do grupo em um CD e sua performance no MTV Unplugged em outro, estava previsto para ser lançado em novembro. No entanto, Novoselic e Grohl se encontraram montando o material ao vivo logo após a morte de Cobain, sendo emocionalmente esmagador. Com parte da carreira ao vivo adiada, o MTV Unplugged in New York estreou no 1º lugar nas paradas da Billboard sobre o seu lançamento em novembro de 1994. Poucas semanas depois, o primeiro vídeo completo da banda, Live! Tonight! Sold Out!!, foi lançado. No ano seguinte, o MTV Unplugged in New York deu ao Nirvana um Grammy Award por "Melhor Álbum de Música Alternativa". Em 1996, a DGC finalmente lançou um álbum ao vivo do Nirvana, From the Muddy Banks of the Wishkah, que se tornou o terceiro lançamento do Nirvana em uma fileira de estreia no topo das paradas de álbuns da Billboard.

Nirvana, um dos lançamentos da banda após a morte de Cobain. Este álbum contém a faixa inédita "You Know You're Right", a última canção do Nirvana gravada antes da morte de Cobain.

Em 1997, Novoselic, Grohl e Courtney Love formaram uma sociedade de responsabilidade limitada, o Nirvana LLC, para supervisionar todos os projetos relacionados ao Nirvana. Um box set com 45 faixas de raridades do Nirvana estava programado para ser lançado em outubro de 2001. No entanto, pouco tempo antes da data de lançamento, Love entrou com uma ação para dissolver o Nirvana LLC, e uma liminar foi emitida impedindo o lançamento de qualquer material novo do Nirvana até que o caso fosse resolvido. Love alegou que Cobain foi a banda, que Grohl e Novoselic eram secundários e que ela assinou o acordo de parceria originalmente sob maus conselhos. Grohl e Novoselic rebateram, pedindo ao tribunal que removesse Love da parceria e que se a substituísse por outro representante do patrimônio de Cobain.
Um dia antes, o processo foi definido para ir a julgamento em outubro de 2002, Love, Novoselic e Grohl anunciaram que tinham chegado a um acordo. O acordo abriu caminho para o lançamento da coletânea Nirvana, que contou com a faixa inédita "You Know You're Right", a última canção do Nirvana gravada antes da morte de Cobain. O Nirvana foi lançado no final desse mês, estreando no 3º lugar na parada de álbuns da Billboard. O box set, With the Lights Out, foi finalmente lançado em novembro de 2004. O lançamento contém uma grande variedade das primeiras demos de Cobain, gravações de ensaios e faixas ao vivo gravadas ao longo da história da banda. Sliver: The Best of the Box, que contém 19 faixas do box set, apresenta três faixas inéditas, foi lançado no final de 2005.
Em abril de 2006, Love anunciou que ela tinha arranjado para vender 25% de sua participação no catálogo de música do Nirvana, em um negócio estimado em US$ 50 milhões. A parte da publicação do Nirvana foi comprada pela Primary Wave Music, que foi fundada por Larry Mestel, um ex-CEO da Virgin Records. Em uma declaração anexa, Love tentou assegurar a base de fãs do Nirvana que a música não seria simplesmente licenciada para a melhor oferta, acrescentando que: "Nós vamos permanecer muito elegantes e fiéis ao espírito do Nirvana, enquanto levamos a música a lugares que nunca ela esteve antes". Outros lançamentos desde então foram feitos. Isso inclui os lançamentos do DVD Live! Tonight! Sold Out!! em 2006, e da versão completa sem cortes do MTV Unplugged in New York em 2007. A performance da banda no Reading Festival de 1992 foi lançada em ambos CD e DVD como Live at Reading em novembro de 2009. No mesmo mês, a Sub Pop lançou uma edição comemorativa de luxo dos 20 anos de Bleach, que inclui um show inédito ao vivo de 1990.

### Pós-Nirvana

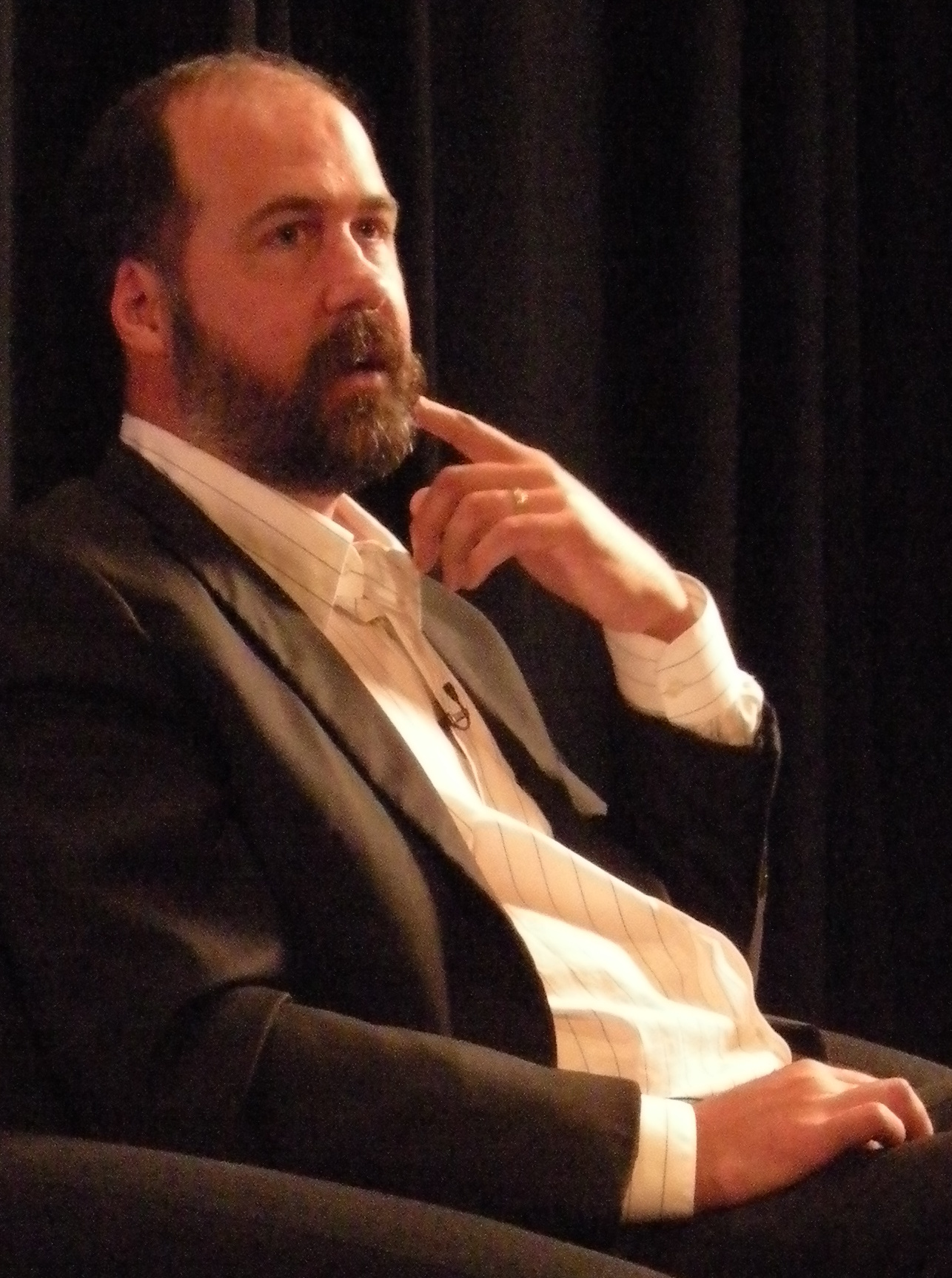
Krist Novoselic em 2008.

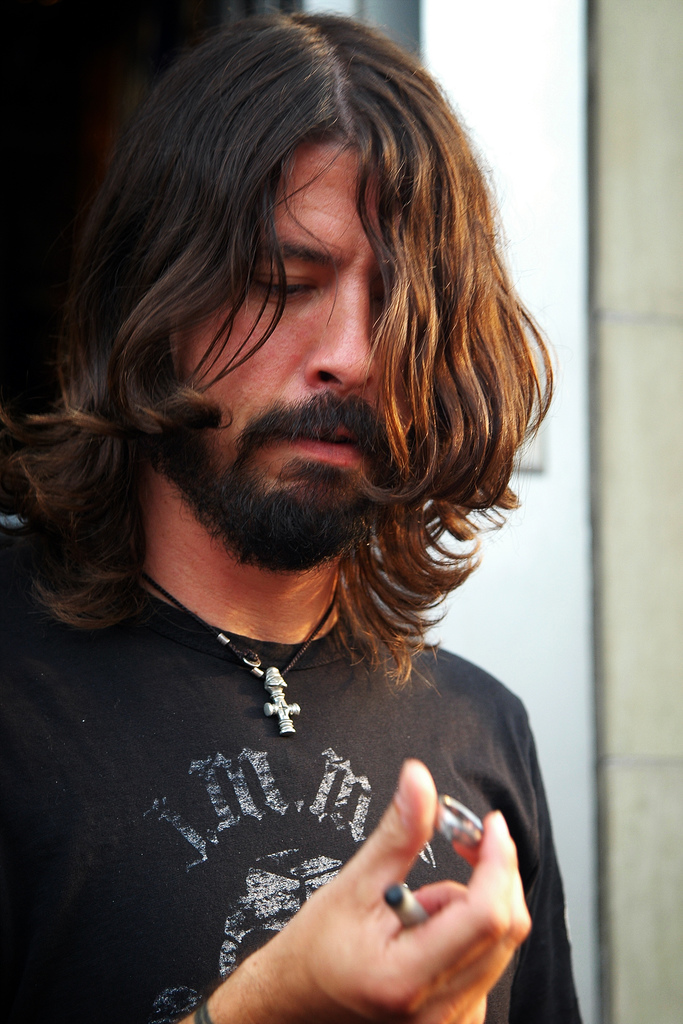
Dave Grohl em 2007.

O Nirvana terminou oficialmente após a morte de Cobain. Depois da separação da banda, Dave Grohl e Krist Novoselic continuaram musicalmente ativos. Grohl formou o Foo Fighters, onde ele é vocalista, guitarrista e compositor, sendo o principal membro da banda. O Foo Fighters se tornou o seu principal projeto, tendo lançado vários álbuns com ele ao longo dos anos. O álbum In Your Honor de 2005 do Foo Fighters apresenta uma canção chamada "Friend of a Friend", composta por Grohl em 1990 sobre os primeiros encontros com Kurt Cobain e Krist Novoselic. Além do envolvimento no Foo Fighters, Grohl também tocou bateria para várias bandas, incluindo Tom Petty and the Heartbreakers, Queens of the Stone Age, Tenacious D e Ghost B.C. Em 2009, Grohl, Josh Homme, vocalista e guitarrista do Queens of the Stone Age, e John Paul Jones, baixista do Led Zeppelin, formaram o Them Crooked Vultures
Novoselic formou algumas bandas depois da separação do Nirvana. Ele inicialmente formou a Sweet 75 e mais tarde a Eyes Adrift, com Curt Kirkwood, do Meat Puppets, e Bud Gaugh, do Sublime. Ele apareceu também na banda No WTO Combo, ao lado de Kim Thayil, do Soundgarden, e Jello Biafra, do Dead Kennedys. Foi membro da banda Flipper de 2006 a 2008. Novoselic tornou-se também um ativista político e fundou um comitê político chamado JAMPAC (Joint Artists and Musicians Political Action Committee) para apoiar os direitos dos músicos. Ele também escreveu um livro, chamado Of Grunge and Government: Let's Fix this Broken Democracy!, publicado em 2004, que cobre tanto o seu passado musical como a sua carreira política.
Em 2004, Grohl e Novoselic apareceram em cena para apoiar a candidatura de John Kerry à presidência dos Estados Unidos. Em 2010, o Foo Fighters realizou um concerto secreto em Los Angeles e Grohl chamou Novoselic e Pat Smear para tocarem "Marigold", uma antiga canção escrita por Grohl e que aparece como uma B-side no single "Heart-Shaped Box" do Nirvana. Novoselic também participa do álbum Wasting Light do Foo Fighters, na canção "I Should Have Known". "É isso que amigos fazem", disse Grohl em uma entrevista à Rolling Stone.
Em 12 de dezembro de 2012, Dave e Krist, com a participação de Pat Smear, se apresentam em um show beneficente pelas vítimas do furacão Sandy, no Madison Square Garden, em Nova Iorque. Esta apresentação contou com os vocais do ex-beatle Paul McCartney.

## Estilo musical
Cobain descreveu o som do Nirvana quando ele começou como "uma imitação do Gang of Four e do Scratch Acid". Quando o Nirvana gravou Bleach, Cobain sentiu que ele tinha que se adequar às expectativas do som grunge da Sub Pop para construir uma base de fãs e, portanto, reprimiu suas características de composição artísticas e pop durante a elaboração da gravação a favor de um som mais rock. O biógrafo do Nirvana, Michael Azerrad, argumentou: "Ironicamente, foi a restrição do som da Sub Pop que ajudou a banda a encontrar a sua identidade musical". Azerrad declarou que, ao reconhecer que seus membros tinham crescido ouvindo Black Sabbath e Aerosmith, a banda foi capaz de passar para o seu som inicial derivado.
Cobain procurou misturar sons musicais pesados e pop; ele comentou: "Eu queria ser totalmente Led Zeppelin de uma maneira e então ser totalmente extremo punk rock e, em seguida, fazer canções realmente pop sem personalidade". Quando Cobain ouviu o álbum do Pixies, Surfer Rosa (1988), após gravar Bleach, ele sentiu que tinha o som que ele queria atingir, mas até então era muito imitado tentar. A popularidade subsequente do Pixies encorajou Cobain a seguir seus instintos como um compositor.
O Nirvana utilizava mudanças dinâmicas que passavam de calmas para barulhentas. Tal como o Pixies, o Nirvana mudou entre "poupar os encaixes de baixo-e-bateria e explosões apresentadas de guitarra e vocais gritados". Perto do fim da sua vida, Cobain notou que a banda tornou-se entediada com a fórmula, encontrando-se limitada, mas expressou dúvidas de que a banda era qualificada o suficiente para tentar outra dinâmica. O estilo da guitarra rítmica de Cobain, que se baseava em acordes poderosos, riffs de nota baixa, e uma técnica com a mão direita solta, apresentava os principais componentes para as canções da banda. Cobain costumava tocar inicialmente um riff verso de uma canção em um tom limpo, então o dobrava com guitarras distorcidas quando repetia a parte. Cobain raramente fazia solos de guitarra padrão, optando por fazer ligeiras variações na melodia da canção como linhas de uma única nota. Os solos de Cobain eram em sua maioria baseados no blues e fora de sintonia, os quais o escritor musical Jon Chappell descreveu como "quase uma paródia iconoclasta da quebra tradicional instrumental".
A bateria de Grohl "levou o som do Nirvana para um novo nível de intensidade". Azerrad afirmou que a "poderosa bateria de Grohl impulsionou a banda a um plano inteiramente novo, tanto visual como musicalmente", acrescentando que: "Apesar de Dave ser um 'basher' impiedoso, suas partes também são distintamente musicais — não seria difícil descobrir qual a canção que estava tocando, mesmo sem o resto da música."
Durante as performances ao vivo, Cobain e Novoselic sempre sintonizavam suas guitarras para Mi bemol. Cobain disse: "Nós tocamos de modo difícil, não podemos ajustar nossas guitarras rápido o suficiente". A banda costumava destruir seu equipamento após os shows. Novoselic disse que ele e Cobain criaram essa "coisa" para sair do palco mais cedo. Cobain afirmou que isso começou como uma expressão de sua frustração com Chad Channing cometendo erros e desistindo inteiramente durante as apresentações.

### Composições e letras
Everett True disse em 1989: "as canções do Nirvana tratam o banal e o vulgar com um "esguelho" original." Cobain apareceu com os componentes básicos de cada canção (geralmente compondo-as em um violão), bem como o estilo de cantar e as letras. Ele enfatizou que Novoselic e Grohl "tiveram um papel importante em decidir sobre quanto tempo uma canção deveria ter e quantas partes deveria possuir. Então, eu não gosto de ser considerado o único compositor". Quando perguntaram qual a parte das canções que ele escreveria primeiro, Cobain respondeu: "Eu não sei. Eu realmente não sei. Eu acho que começo com o verso e depois vou para o refrão".
Cobain normalmente escrevia as letras para as canções minutos antes de gravá-las. Cobain disse: "Quando escrevo uma canção, a letra é o assunto menos importante. Eu posso passar dois ou três assuntos diferentes em uma canção e o título pode significar absolutamente nada em todos." Cobain disse a Spin em 1993 que ele "não deu a mínima" para o que as letras em Bleach se tratavam, figurando: "Vamos apenas gritar algumas letras negativas e contanto que elas não sejam sexistas e não fiquem muito constrangedoras, tudo ficará bem", enquanto as letras de Nevermind foram retiradas de dois anos de poesia que ele tinha acumulado, que ele retirou e escolheu as linhas que ele preferiu. Em comparação, Cobain afirmou que as letras de In Utero foram "mais focalizadas, elas são praticamente baseadas nos temas".

## Legado

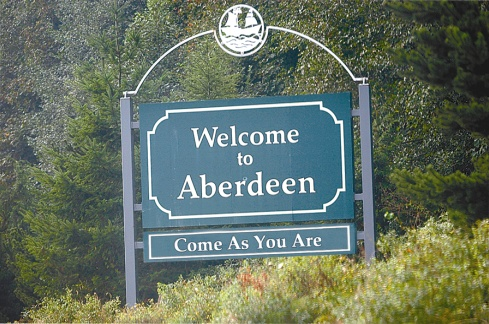
Um tributo à banda em Aberdeen, Washington

Stephen Thomas Erlewine escreveu que antes do Nirvana, "a música alternativa foi consignada para seções especializadas de lojas de discos, e as grandes gravadoras consideravam ser, no máximo, um imposto". Após o lançamento de Nevermind, "nada era a mesma coisa, para melhor ou para pior". O sucesso de Nevermind não só popularizou o grunge, mas também estabeleceu "a viabilidade comercial e cultural do rock alternativo em geral". Embora outras bandas alternativas tenham tido seus sucessos antes, o Nirvana "quebrou as portas eternamente", de acordo com Erlewine. Erlewine afirmou ainda que a descoberta do Nirvana "não eliminou o underground", mas "simplesmente lhe deu mais exposição". Em 1992, Jon Pareles do The New York Times relatou que a descoberta do Nirvana havia feito outros na impaciente cena alternativa alcançarem o sucesso semelhante, notando: "Subitamente, todas as apostas estão fora. Ninguém teve a trajetória interna na qual dezenas, talvez centenas, de bandas teimosas, barulhentas e desleixadas pudessem apelar próximo a milhões caminhando em centros comerciais". Os executivos das gravadoras ofereceram grandes avanços e acordos de gravação às bandas, e as estratégias anteriores de construir públicos para os grupos de rock alternativo havia sido substituída pela oportunidade de conseguir popularidade no mainstream rapidamente.
Erlewine declarou que a descoberta do Nirvana "popularizou a então chamada 'Geração X' e a cultura 'preguiçosa'". Imediatamente após a morte de Cobain, inúmeras manchetes se referiram ao vocalista do Nirvana como "a voz de uma geração", embora ele tenha rejeitado tal rotulagem durante a sua vida. Refletindo sobre a morte de Cobain mais de dez anos mais tarde, Eric Olsen da MSNBC escreveu: "Na década intervindo, Cobain, um homem pequeno, frágil, mas bonito na vida, tornou-se um ícone abstrato da Geração X, visto por muitos como a 'última estrela verdadeira do rock' [...] um messias e mártir cuja cada expressão tem sido roubada e analisada".

## Membros
- Kurt Cobain – vocal e guitarra (1987–1994)
- Krist Novoselic – baixo (1987–1994)
- Dave Grohl – bateria e vocal de apoio (1990–1994)

### Ex-membros
- Aaron Burckhard – bateria (1987–1988)
- Dale Crover – bateria (1988, 1990)
- Dave Foster – bateria (1988)
- Chad Channing – bateria (1988–1990)
- Jason Everman – guitarra (1989)
- Dan Peters – bateria (1990)

### Membros em turnês
- "Big" John Duncan – guitarra rítmica (1993)
- Pat Smear – guitarra rítmica, vocal de apoio (1993–1994)
- Lori Goldston – violoncelo (1993–1994)
- Melora Creager – violoncelo (1994)

## Discografia
O Nirvana lançou três álbuns de estúdio, Bleach, Nevermind e In Utero acompanhados de dois EPs, Blew e Hormoaning. Após a morte de Cobain, o Nirvana lançou três álbuns ao vivo, sendo um acústico, o MTV Unplugged in New York. A banda lançou várias coletâneas e box sets como Incesticide, Nirvana, With the Lights Out, entre outras. Os últimos lançamentos póstumos do Nirvana foram uma coletânea chamada Icon , e a coletânea Nirvana "Nirvana American Radio Broadcast", em 2019 , que possui 21 faixas.
A banda possui 21 singles, com os singles de maior sucesso sendo "Love Buzz (1988)", "About a Girl (1994)", "Smells Like Teen Spirit (1991)", que foi a canção de maior sucesso da história da banda, "Come as You Are (1992)", "Lithium (1992)", "In Bloom (1992)", "Heart-Shaped Box (1993)", "All Apologies (1993)'', ''Rape Me (1993)", "Pennyroyal Tea (1994)" , "You Know You're Right", lançada após a morte de Cobain, em 2002

### Aclamação e reconhecimento das canções
As canções do Nirvana receberam em sua maioria, aclamação da crítica e tiveram um bom desempenho nas paradas pelo mundo. "Smells Like Teen Spirit" foi um sucesso e recebeu a aclamação da crítica. A imprensa musical atribuiu à canção o estatuto de "o hino de uma geração", colocando Cobain como um relutante porta-voz da Geração X. Em 2000, a MTV e a Rolling Stone colocaram a canção no 3º lugar da lista das "100 Melhores Canções Pop", apenas atrás da "Yesterday" dos Beatles e da "(I Can't Get No) Satisfaction" dos The Rolling Stones, além de entrar em várias listas de melhores canções e listas de fim de ano feitas pela Rolling Stone, Melody Maker, The Village Voice, entre várias outras. Também foi listada pela Rolling Stone em 2004 no 9º lugar das "500 Maiores Canções de Todos os Tempos" e listada no mesmo ano pela Uncut como a maior canção do Nirvana. A canção ficou em 1º lugar na parada Billboard Modern Rock Tracks nos Estados Unidos e nas paradas da França, entre outros países, e foi o único single da banda a ser certificado pela RIAA. "Come as You Are" foi listada pela Kerrang! como um dos "100 Maiores Singles de Todos os Tempos" ficando em 28º lugar. Ela alcançou o 3º lugar na parada Billboard Mainstream Rock Tracks nos Estados Unidos. "Heart-Shaped Box" e "All Apologies/Rape Me" alcançaram a 4ª posição na Billboard Mainstream Rock Tracks, e também alcançaram a 1ª posição na Billboard Modern Rock Tracks. "Heart-Shaped Box" foi listada na posição 116 das "1001 Melhores Canções de Sempre" e como a 4ª maior canção do Nirvana pela Uncut, enquanto que "All Apologies" ficou na 3ª e "Rape Me" na 10ª posição das "20 Maiores Canções do Nirvana". "All Apologies" foi listada como 455ª canção na lista das "500 Maiores Canções de Todos os Tempos" pela Rolling Stone.
"About a Girl", que foi lançada inicialmente em Bleach, se tornou um single do álbum acústico MTV Unplugged in New York, fazendo muito sucesso e alcançando a 1ª posição na Billboard Modern Rock Tracks e a 3ª posição na Billboard Mainstream Rock Tracks, e sendo considerada a 2ª maior canção da banda, de acordo com a Uncut. "You Know You're Right", o último single da banda, lançado após vários anos da morte de Kurt Cobain e também a última canção gravada pela banda, alcançou as primeiras posições das paradas Billboard Mainstream Rock Tracks e Billboard Modern Rock Tracks.

### Álbuns de estúdio
- Bleach (1989)
- Nevermind (1991)
- In Utero (1993)

### Ao vivo
- MTV Unplugged in New York (1994)
- From the Muddy Banks of the Wishkah (1996)
- Live at Reading (2009)
- Live at the Paramount (2019)
- Live and Loud (2019)

### Coletâneas
- Incesticide (1992)
- Nirvana (2002)
- Sliver: The Best of the Box (2005)
- Icon (2010)
- As 20 Mais (2011)

### Box sets
- Singles (1995)
- With the Lights Out (2004)
- Nevermind: The Singles (2011)

### Extended plays
- Blew (1989)
- Hormoaning (1992)

### Singles
- Love Buzz (1988)
- Sliver (1990)
- Smells Like Teen Spirit (1991)
- Come as You Are (1992)
- Lithium (1992)
- In Bloom (1992)
- Heart-Shaped Box (1993)
- All Apologies (1993)
- Pennyroyal Tea (1994)
- About a Girl (1994)
- You Know You're Right (2002)